# Chinoiserie

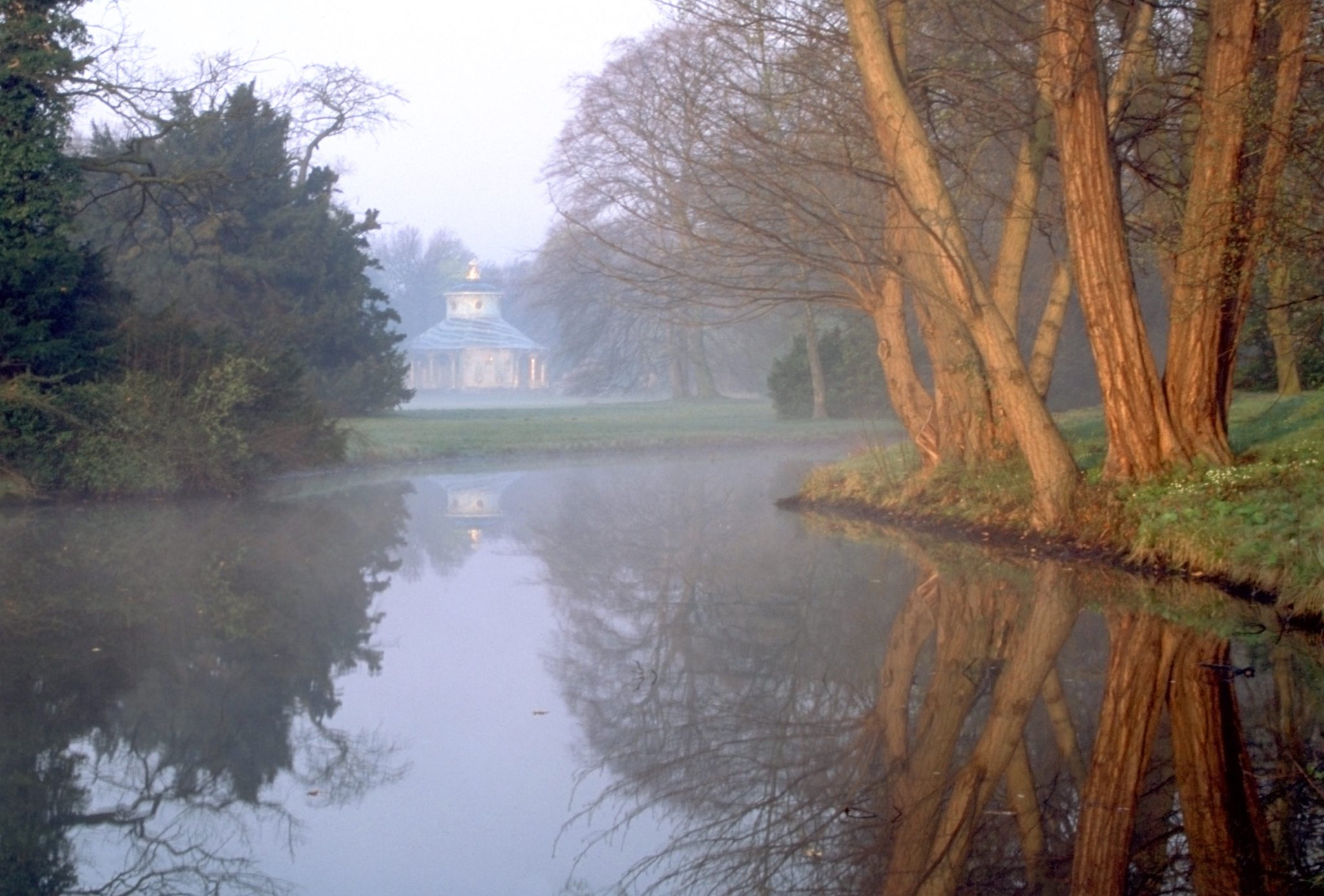
Dit theehuis staat in het park van Sanssouci bij Potsdam

Chinoiserie is een artistieke stroming waarbij een kunstvoorwerp of gebouw in Chinese stijl wordt uitgebeeld.
In het midden van de 18e eeuw bereikte de chinoiserie een hoogtepunt. Bijna iedere kunstvorm werd erdoor beïnvloed. Deze namaak-Chinese stijl – de voorwerpen werden in Europa of Amerika gemaakt – paste goed bij de rococo.
Een vroeg voorbeeld van chinoiserie is bepaald Delfts aardewerk. In de achttiende eeuw is er veel porselein en behang met Chinese motieven, zoals pagodes, parasols, exotische vogels geproduceerd. Kunstenaars als Antoine Watteau, François Boucher, Jean-Baptiste Pillement, Giovanni Domenico Tiepolo, Johann Gregor Hörolt, David Roentgen, Thomas Chippendale, Cornelis Pronk of Cornelis 't Kindt spraken niet alleen hun fantasie aan, maar baseerden zich ook vaak op de Nederlander Johan Nieuhof. Deze liet in 1665 een verslag van zijn reis door China publiceren. In Het Gezantschap Der Neerlandtsche Oost-Indische Compagnie nam hij 150 prenten van Chinezen, het Chinese landschap en gebouwen op.
Ook architecten zijn beïnvloed door de Chinese stijl. Bekende voorbeelden zijn een paleis in Drottningholm, een theehuis in het park Sanssouci, Tsarskoje Selo, een pagode in Kew Gardens, de pagode van Chanteloup in de vallei van de Loire,een Chinees paviljoen bij Brussel en een restaurant bij Breukelen.